# تشارلز الخامس (توضيح)

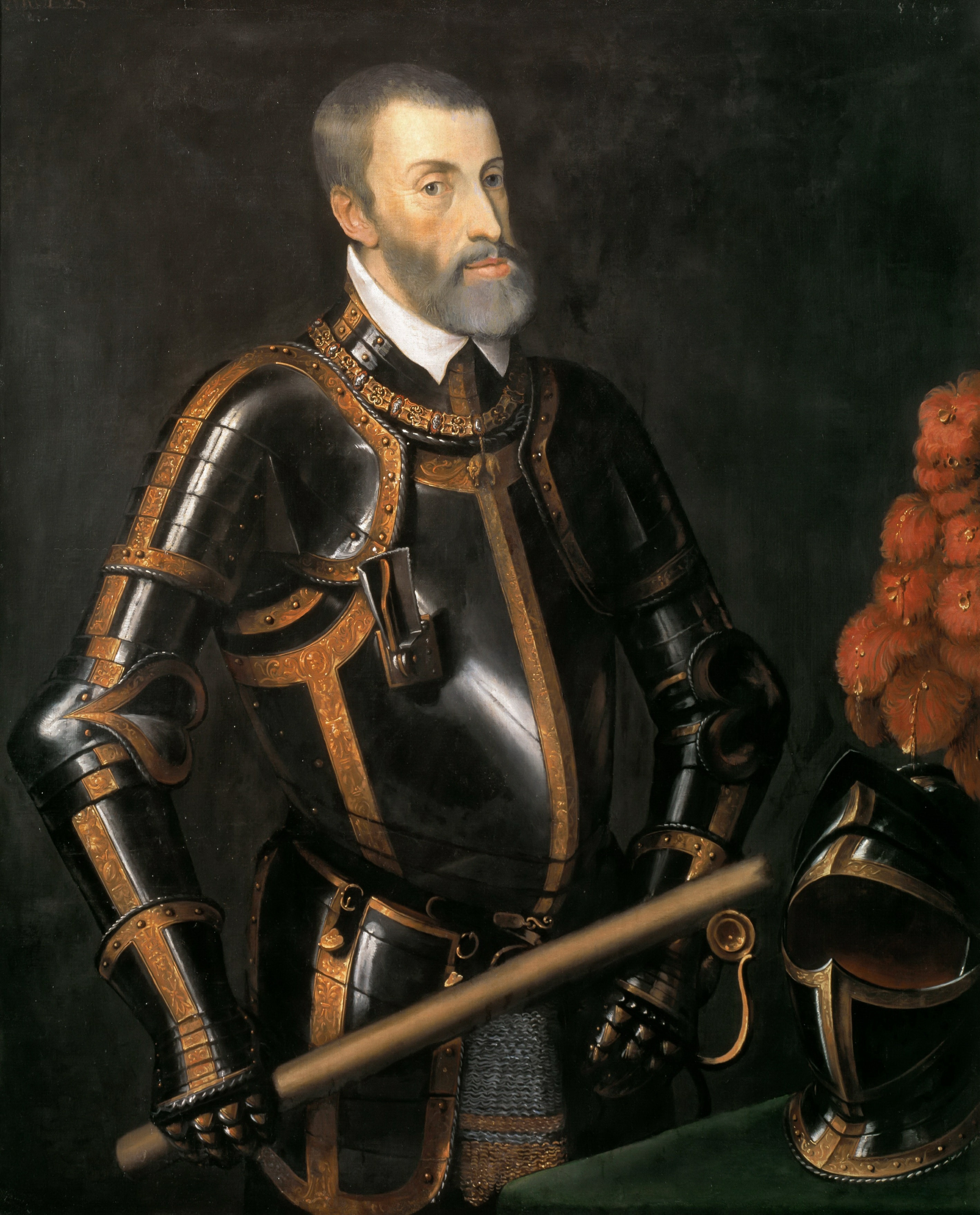

قد يشير اسم تشارلز الخامس (بالإنجليزية: Charles V) إلى:
- كارل الخامس إمبراطور الروماني المقدس (1500–1558) ويشير أيضًا إلى كارلوس الأول ملك إسبانيا
- كارلو الخامس ملك نابولي (1661–1700) ويعرف أكثر باسم كارلوس الثاني ملك إسبانيا.
- شارل الخامس ملك فرنسا (1338–1380)، ويعرف بالحكيم.
- شارل الخامس دوق لورين (1643–1690).
- إنفانتي كارلوس، كونت مولينا (1788–1855) أول كارلي يطالب بالحصول على العرش في إسبانيا (يعرف بكارلوس الخامس).